# Electro Wave
Electro Wave, auch Electronic Wave, Synth-Wave, Synthie-Wave, Synthesizer-Wave und Techno-Wave genannt, sind seit Beginn der 1980er-Jahre international verbreitete Bezeichnungen für Interpreten aus dem New-Wave-Umfeld, die ihre Lieder primär auf synthetischer Basis vertonten (z. B. Depeche Mode, Gary Numan, Anne Clark und Psyche).
Klangcharakteristisch wurde das Subgenre durch damals richtungsweisende Synthesizer, wie Moog Prodigy, Korg MS-20, Roland Juno-60, Roland Jupiter-8, Sequential Circuits Pro-One, Oberheim OB-8, Yamaha DX7 und Casio FZ-1 gestützt.

## Hintergrund
Als einer der ersten Electro-Wave-Tracks gilt Being Boiled, den die britische Band The Human League im Jahre 1978 veröffentlichte.
Später wurde die Bezeichnung auf Bands wie The Invincible Spirit und Second Voice übertragen, die ab etwa der Mitte der 1980er-Jahre new-wave-typische Komponenten vermehrt mit harten elektronischen Klangstrukturen zusammenführten und diese Melange bis in die Mitte der 1990er-Jahre – zeitweise unter Einfluss der Electronic Body Music – umsetzten. Im Gegensatz zur reinen, minimalistisch geprägten EBM lag hierbei der Schwerpunkt auf Vielfältigkeit und Melodiösität. Peter Spilles von Project Pitchfork, einem der Zugpferde der Wave-Szene in den frühen 1990ern, äußerte sich dazu wie folgt:

„Es gibt da momentan sehr viele Sachen, die ziemlich trocken klingen, richtig steril. Wir versuchen, das Gegenteil zu machen: melodiös und trotzdem hart, und vor allem mit Atmosphäre drin, Raum! Das soll sich nicht so anhören, wie wenn du ein Bild an die Wand projizierst. Es soll ein Gefühl rüberkommen.“

Die Grenzen zum Dark-Wave-Umfeld waren oftmals stark verschwommen. Insbesondere bei Künstlern wie The Eternal Afflict, Deine Lakaien und den zuvor genannten Project Pitchfork, die ihr Album Lam-'bras seinerzeit als „positiv-mystische Attacke auf den Electro Wave“ beworben hatten, ließen sich Überschneidungen mit anderen Spielarten feststellen.
Nachdem zahlreiche Projekte ihre Aktivitäten in der Mitte der 1990er-Jahre einstellten bzw. einen grundlegenden Stilwandel vollzogen, gilt die Electro-Wave-Bewegung heute weitgehend als erloschen. Nur wenige Gruppen, etwa The Frozen Autumn, haben sich derzeit auf diese Form der Musik spezialisiert.

## Einordnung
Konträr zum schwammigen Etikett Synthie-Pop, das allgemein eingängige, elektronische Popmusik bezeichnet, die mit der Entwicklung von Synthesizern aufkam, etablierte sich mit Electro Wave bzw. Synth-Wave ein Terminus, der Musikgruppen zusammenfasste, die im Zuge der Post-Punk- und New-Wave-Bewegung auf elektronisches Instrumentarium zurückgriffen und versuchten, die Rohheit und Experimentierfreudigkeit des Punk in ihren Kompositionen (beispielsweise durch kantige Gesangslinien) zu bewahren.
Electro Wave ist mit Electropunk und Minimal Electro verwandt, wenngleich die Grenzen zwischen den Genres fließend sind. Bisweilen wurde der Minimal Electro dem Electro-Wave-Umfeld sogar untergeordnet und als dessen Frühform betrachtet. So erschienen seit etwa 2004 ein Dutzend Musik-Compilations, die Electro Wave und Synth-Wave im Titel tragen und ein weites Spektrum synthesizer-basierter New-Wave-Musik der 1980er-Jahre abdecken.
Alternativ zu Electro Wave wurde die Bezeichnung Techno Wave genutzt. Techno war in den 1980ern als Dachbezeichnung im Umlauf und deckte generell elektronisch generierte Musik ab (vgl. Die Bezeichnung „Techno“ in den 1980er-Jahren). Ein Zusammenhang mit der späteren Techno-House-Bewegung besteht nicht.

## Veröffentlichungen mit Schlüsselqualitäten
- 1978 · The Human League – Being Boiled
- 1979 · Gary Numan – Cars
- 1980 · John Foxx – Burning Car
- 1982 · Moev – Zimmerkampf
- 1983 · Anne Clark – Changing Places
- 1983 · Pink Industry – Who Told You, You Were Naked?
- 1984 · Depeche Mode – Some Great Reward
- 1984 · Skinny Puppy – Remission
- 1985 · Psyche – Insomnia Theatre
- 1985 · Invisible Limits – Love is a Kind of Mystery
- 1986 · Invisible Limits – Devil Dance
- 1986 · Data-Bank-A – Access Denied
- 1986 · The Invincible Spirit – Push!
- 1987 · The Invincible Spirit – Current News
- 1987 · Poésie Noire – Tales of Doom
- 1987 · Batz Without Flesh – Batz Without Flesh
- 1989 · Batz Without Flesh – A Million Bricks
- 1989 · The Fair Sex – Demented Forms
- 1991 · Vanishing Heat – Hallucination
- 1991 · The Eternal Afflict – Atroci(-me)ty
- 1991 · Deine Lakaien – Dark Star
- 1991 · The Mao Tse Tung Experience – Revlover
- 1991 · Silke Bischoff – This is the New Religion
- 1991 · Necrophilistic Anodyne – Raping Facts
- 1991 · Project Pitchfork – Dhyani
- 1992 · Project Pitchfork – Lam-'bras
- 1992 · Second Decay – La Décadence Électronique
- 1992 · Metronic – Mystic Moods
- 1993 · Fortification 55 – Anthropology
- 1993 · Aurora – The Land of Harm and Appletrees
- 1993 · Individual Industry – Templum Probus
- 1993 · Second Voice – Approaching Luna
- 1996 · Second Voice – D.A.W.N. - The Collection
- 1995 · Venus Walk – Side Effect
- 1995 · The Frozen Autumn – Pale Awakening
- 1996 · Morbus Kitahara – Reviving the Fading Light